# WRESTLE PRINCESS
『WRESTLE PRINCESS』（レッスルプリンセス）は、日本の女子プロレス団体東京女子プロレスがTOKYO DOME CITY HALLで行った興行。

## 概要
東京女子プロレスのTOKYO DOME CITY HALL初進出の興行として、2020年1月4日の後楽園ホール大会の中で当大会の開催が発表された。当時、当団体が大会で使用していた会場で最も大きかった後楽園ホールより収容人数が多い会場での開催となることから、プロモーションでは東京女子プロレス史上最大の祭典（ビッグマッチ）という謳い文句が用いられた。新型コロナウイルス感染症（COVID-19）の流行拡大により、大会の開催自体が危ぶまれたが、団体と会場側の検討の末、8月22日に入場制限をはじめとした感染対策を実施した上で開催することが正式に発表された。
大会では、全10試合が行われた。サンダー・ロサの返上で空位となっていたインターナショナル・プリンセス王座の新王者決定トーナメントは、上福ゆきが制して自身初のタイトル獲得。プリンセスタッグ王座戦は、爆れつシスターズ（天満のどか&愛野ユキ）が白昼夢（辰巳リカ&渡辺未詩）を破り、4度目の挑戦で初の王座獲得。マジカルシュガーラビッツの2人による対決となったメインイベントのプリンセス・オブ・プリンセス王座戦では、坂崎ユカが瑞希の挑戦を退けて防衛に成功した。

## 試合
| オープニングマッチ 20分一本勝負 |                                                |                                   |
| ○鈴芽 汐凛セナ | 12分09秒 リングアベル→エビ固め                 | 宮本もか● 駿河メイ                |
| 第二試合 20分一本勝負 |                                                |                                   |
| 小橋マリカ ●猫はるな | 9分01秒 スパインバスター→片エビ固め            | 原宿ぽむ 桐生真弥○                |
| 第三試合 第5代インターナショナル・プリンセス王座決定トーナメント準決勝 時間無制限一本勝負 |                                                |                                   |
| ○乃蒼ヒカリ | 9分44秒 ブリザード・スープレックス・ホールド   | 舞海魅星●                         |
| 第四試合 第5代インターナショナル・プリンセス王座決定トーナメント準決勝 時間無制限一本勝負 |                                                |                                   |
| ●中島翔子 | 9分22秒 フェイマサー→片エビ固め                | 上福ゆき○                         |
| 第五試合 15分一本勝負 |                                                |                                   |
| ●らく | 9分17秒 ショートレンジ・ラリアット→片エビ固め  | まなせゆうな○                     |
| 第六試合 WPスイッチ式ランダムルールマッチ |                                                |                                   |
| ●ハイパーミサヲ | 13分49秒 ケツァル・コアトル→KO勝ち             | 赤井沙希○                         |
| ※蹴り技反則ルールで決着つかず、ぐるぐるバットで5回転してからじゃないとフォール無効ルールで決着つかず、エニウェアフォールチョコシュー1袋食べきらないとフォール無効ルールで決着つかず、助っ人選手参戦マッチで決着つかず、ラストウーマンスタンディングマッチにて決着。 |                                                |                                   |
| 第七試合 20分一本勝負 |                                                |                                   |
| ○山下実優 アジャ・コング | 17分01秒 クラッシュ・ラビットヒート→片エビ固め | 伊藤麻希● Sareee                  |
| 第八試合 第5代インターナショナル・プリンセス王座決定トーナメント決勝戦 時間無制限一本勝負 |                                                |                                   |
| ●乃蒼ヒカリ | 7分56秒 ダイビング・フェイマサー→片エビ固め    | 上福ゆき○                         |
| 上福が第5代王者となる。 |                                                |                                   |
| セミファイナル プリンセスタッグ選手権試合 30分一本勝負 |                                                |                                   |
| 辰巳リカ ●渡辺未詩 （第6代王者組） | 17分01秒 UBV→体固め                            | 天満のどか 愛野ユキ○ （挑戦者組） |
| 白昼夢が5度目の防衛に失敗、爆れつシスターズが第7代王者組となる。 |                                                |                                   |
| メインイベント プリンセス・オブ・プリンセス選手権試合 30分一本勝負 |                                                |                                   |
| ○坂崎ユカ （第7代王者） | 25分37秒 魔法少女にわとり野郎→片エビ固め       | 瑞希● （挑戦者）                  |
| 第7代王者が4度目の防衛に成功 |                                                |                                   |